# Kleine slangster
De kleine slangster (Ophiura albida) is een slangster uit de familie Ophiuridae. De wetenschappelijke naam van de soort werd in 1839 gepubliceerd door Edward Forbes. De soort wordt meestal gevonden op de zeebodem in de noordoostelijke Atlantische Oceaan en in de Middellandse Zee.

## Beschrijving
De kleine slangster heeft een centrale schijf met een diameter van ongeveer 15 cm en vijf armen tot 60 mm lang. De schijf is afgeplat en het bovenoppervlak is bedekt met kleine platen. Deze zijn meestal steenrood, maar de platen aan de rand van de schijf dichtbij waar de armen zijn bevestigd, zijn wit. De armen zijn slank en breekbaar, gesegmenteerd en geleidelijk taps toelopend. De platen aan de boven- en onderkant hebben bolle randen. Elk segment heeft drie korte stekels die plat op het oppervlak liggen en er zijn kleine poriën tussen de platen. Dit laatste feit helpt om deze soort te onderscheiden van de anders zeer vergelijkbare gewone slangster (O. ophiura). De onderkant van de schijf is een bleke kleur en heeft een centrale mond met vijf grote platen gemodificeerd als kaken en omzoomd met tanden.

## Verspreiding en leefgebied
De kleine slangster wordt gevonden op diepten tot ongeveer 200 meter, of 850 meter volgens één autoriteit. Zijn verspreidingsgebied strekt zich uit van Noorwegen tot de Middellandse Zee en de Azoren. Het komt voor op de zeebodem op zachte ondergronden zoals grof zand, fijn zand, grind en modderig zand. Deze soort is gebruikelijk rond de kusten van de Britse Eilanden en is voorgekomen bij dichtheden van wel 900 per vierkante meter. In Nederland komt de kleine slangster onder andere voor langs de Noordzeekust, het Waddengebied en in de Oosterschelde.

## Biologie
Naast organische resten ('detritus') die op de bodem terecht zijn gekomen is de kleine slangster een roofdier en aaseter. Het voedt zich met kleine ongewervelde dieren zoals borstelwormen, schaaldieren en tweekleppige weekdieren. In de Oostzee is het het favoriete voedsel van de zeester Luidia sarsii en wordt het verkozen boven andere slangsterren. In de Ierse Zee wordt hij samen met de brokkelster (Ophiothrix fragilis) gegeten door de snel bewegende zevenarmige zeester Luidia ciliaris.
Individuen van deze soort zijn mannelijk of vrouwelijk. De bevruchting is extern in het water en de planktonachtige larven vormen na ongeveer drie weken het begin van een nieuwe slangster. Na zo'n twee maanden groeit deze snelgroeiende slangster uit tot complete exemplaar die naar verwachting niet langer dan drie jaar oud wordt.